# Nuestra Senora de las Mercedes
Nuestra Senora de las Mercedes (Дева Мария Милосердная, спущен на воду в 1786 году) — испанский фрегат, 5 октября 1804 года затонувший вблизи южного побережья Португалии вместе с грузом золота из американских колоний Испании, в ходе сражения у мыса Санта-Мария с британским флотом.

## Место крушения и судьба клада
В 2007 место крушения было найдено американской компанией Odyssey Marine Exploration. Груз, перевезенный во Флориду, составлял ок. 17 тонн золота и серебра в испанских монетах, стоимостью около 500 млн долл. США. На 2012 данный клад считается самым ценным из когда-либо найденных под водой. В феврале 2012 по решению суда штата Флорида груз был возвращен правительству Испании, что безуспешно оспаривалось компанией Odyssey Marine Exploration.